# Huai (dinastija Sja)
Kralj Huai (槐) bio je rani kineski vladar, kralj Kine iz dinastije Sja. Znan je i kao Fen (芬).
Njegovi su roditelji bili kralj Džu iz dinastije Sja i njegova nepoznata žena.
Huai je nasledio oca.
U 3. godini njegove vladavine devet varvara je došlo u njegov glavni grad.
U 16. godini njegove vladavine ministar Luobo se sukobio sa ministrom Fengjijem.
Huai je imao barem jednu ženu. Imao je sina Manga, koji je postao kralj Mang iz dinastije Sja.